# Haliotis pourtalesii
El abulón de Pourtales (Haliotis pourtalesii) es un molusco gastropodo prosobranquio marino perteneciente a la familia Haliotidae; los moluscos de esta familia se les conoce universalmente como abulones u orejas de mar. Aunque los miembros de la familia Haliotidae son comunes en todo los mares y océanos tropicales y subtropicales; para la región del Mar Caribe y del Golfo de México la única especie viva existente es Haliotis pourtalesii. Al contrario de otras muchas especies de género, las cuales presentan altas densidades poblacionales, Haliotis pourtalesii no es una especie muy común dado sus bajas densidades poblacionales que ella presenta, razón por la cual los ejemplares presentes en colecciones de museos, universidades y colecciones malacológicas privadas son escasos o inexistentes.

## Antecedentes

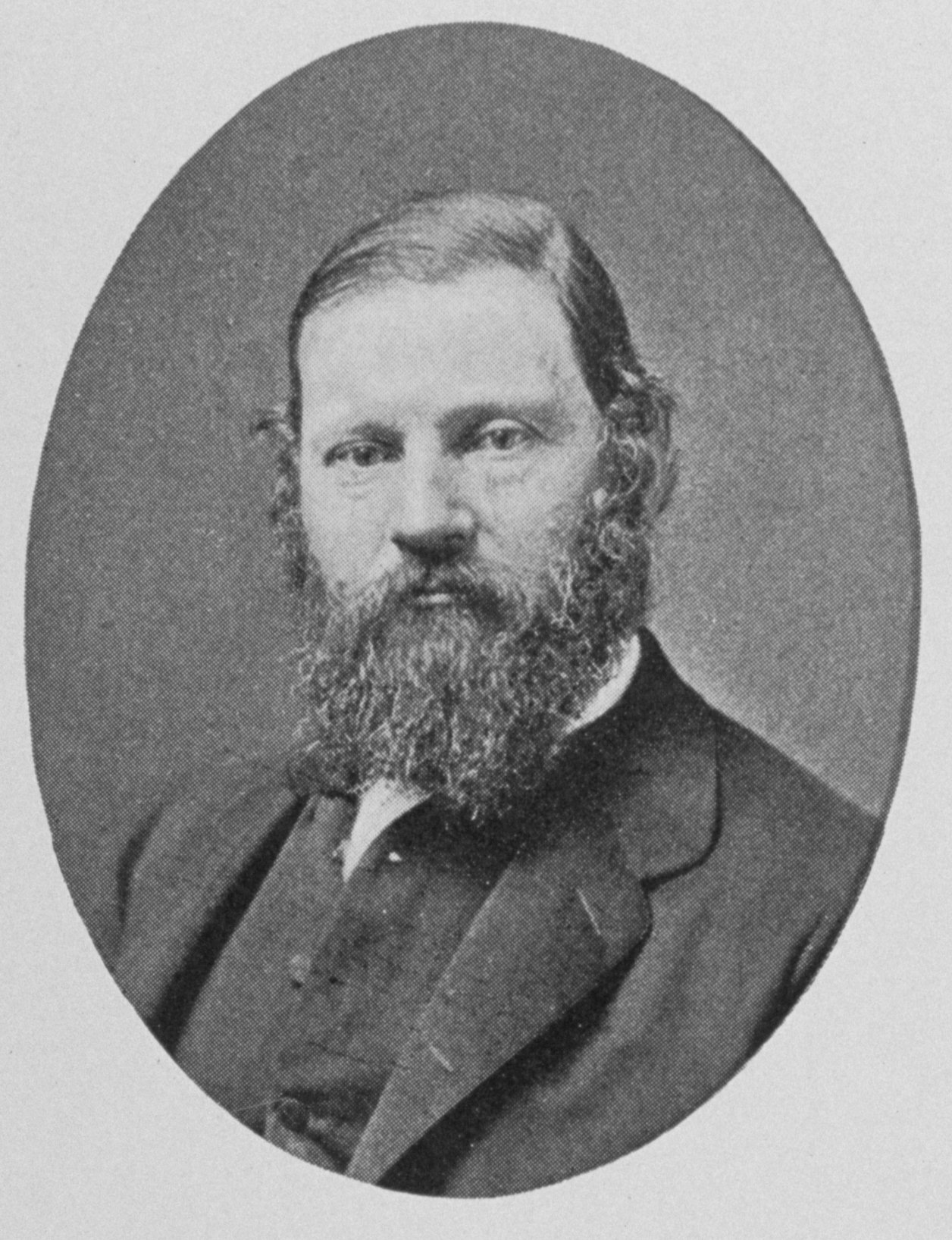
Louis Francois de Pourtales quien colectó por primera vez la especie en 1869

La historia de esta especie se inicia por la colecta del primer ejemplar, la cual se realizó el 31 de marzo de 1869 a una profundidad aproximada de 200 brazas, por el suizo-norteamericano Louis François de Pourtalès (1824-1880) en la expedición del buque Bibb realizada en las costas al sur de la Florida – Estados Unidos de América. El material de dicha expedición fue enviado al Museo de Historia Natural de los Estados Unidos en Washington y de dicha institución es remitido a Chicago y depositado en la Academia de Ciencias de Chicago para su estudio por parte del Dr. William Stimpson (1832-1872) donde se destruye el único ejemplar capturado en un incendio ocurrido en Chicago y para mayor mal sin haber sido descrita la especie.

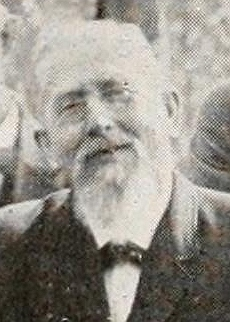
William Healey Dall quien describe la especie 1881

El malacólogo William Healey Dall (1845-1927) quien, fascinado y maravillado por la especie la había estudiando mientras estuvo en el Museo de Historia Natural de los Estados Unidos, describe 1881 de memoria la especie y la nombra en honor a su colector como Haliotis (Padollus) pourtalesii. Ocho años más tarde W.H. Dall en 1889 dibuja y redescribe la especie con dos ejemplares colectados en las Islas Galápagos (Archipiélago Colón - Ecuador) en el Océano Pacífico por la expedición del buque Albatross
No se sabe más de esta especie hasta 1915, cuando J. B. Henderson comparó ejemplares colectados dos años antes en la expedición del buque Eolis a la zona del sur de la Florida (Sand Key); de esta comparación Henderson encuentra que el material de las islas Galápagos y el material por él colectado no son la misma especie y designa al material de las Galápagos como nueva especie la cual denomina Haliotis (Padollus) dalli y redescribe y define un nuevo neotipo para Haliotis (Padollus) pourtalesii. Después de la redescripción de Henderson esporádicamente se colectaran nuevos ejemplares pero siempre en pequeñas cantidades; a la fecha el número de ejemplares colectados en todo el Caribe y en el Golfo de México no superan los 150 ejemplares, y los reportes se indican a continuación:
- 1869: 1 ejemplar colectado por L. F. Pourtales al Sur de la Florida – Estados Unidos de América, capturados a 200 brazas de profundidad (Expedición del buque Blake).[2]
- 1913: 1 ejemplar colectado por J. B. Henderson al Sur de la Florida (Sand Key) – Estados Unidos de América , capturados a 90 brazas de profundidad (Expedición del buque Eolis).[12]
- 1915: 5 ejemplares colectado por J. B. Henderson al Sur de la Florida (Key West) – Estados Unidos, capturados entre la 65 a 90 Brazas de profundidad (Expedición del buque Eolis).[13]
- 1944: 1 ejemplar y fragmentos son colectados por L. A. Burry al Sur de la Florida (Key Largo y Sombrero Light) – Estados Unidos de América capturados a 66, 90 100 Brazas de profundidad.[14]
- 1946: R. W. Foster colecta varios ejemplares al sur de la Florida (Key West, Key Largo, Sombrero Light y Sand Key) a profundidades.[14]
- 1946: 1 ejemplar colectado por H. W. Harry en aguas de la Península de Yucatán – México (primer ejemplar colectado fuera del área de la Florida) 32 metros de profundidad.[15]
- 1960: 1 fragmento de concha colectado en el noroeste del Golfo de México costas de Oklahoma - Estados Unidos.[16]
- 1962: 2 ejemplares colectados por L. Tomáis en la costa de San Pablo – Brasil a profundidades de 110 y 130 m (Diversos autores señalan que posiblemente se trata de Haliotis aurantium Simone 1998).[17]
- 1965: 1 ejemplar colectado Agustín Fernández Yépez al sur de la Isla La Tortuga Dependencias Federales – Venezuela capturado 36 m profundidad.[18]
- 1966: 4 ejemplares y 8 fragmentos colectados en las costas de Surinam a profundidades 25 a 27 m (expedición del buque H. M. Snellius).[19]
- 1967: 1 ejemplar colectado por el Servicio de Pesca y Vida Silvestre, entre San Petersburg y Key West Florida - Estados Unidos.[20]
- 1968: 88 ejemplares y 13 fragmentos colectados a las afueras de La Habana – Cuba. A profundidades entre 10 y los 15 m.[9]
- 1990: 6 ejemplares recolectados vivos, a los 21° 16.6’N y 86° 38.5’W, a 12 km de la punta norte de Isla Mujeres, a 117 m de profundidad.[21]
- 1998 se describe por Simone la sub especies Haliotis pourtalesii aurantium para las costas del Brasil.[1]
- 2004: 1 ejemplar recolectado muerto en el Istmo de la Península de Paraguaná – Falcon – Venezuela, colector R. Bitter.[22]

## Morfología general

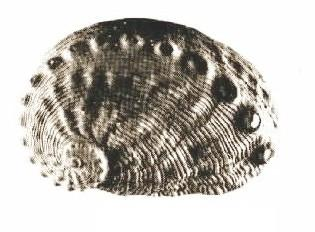
Haliotis pourtalesii de isla La Torutuga - Venezuela

La concha de Haliotis pourtalesii se caracteriza por ser de tamaño pequeño de máximo largo de 2,5 cm por 1,5 cm de ancho en organismos adultos, de forma subelíptica presentando comúnmente de 2 ½ a 3 vueltas y con espira pequeña y submarginal, en la superficie de la concha presenta tubérculos la gran mayoría de ellos obturados generalmente los 5 a 6 primeros tubérculos presentando orificios para permitir la respiración; la abertura de la concha es grande y de forma subelíptica y nacarosa con el margen parietal elevado. La concha presenta ornamentaciones en forma de cordones espirales ondulados. La coloración de la concha es anaranjada, internamente es nacarada con tonos vedes y rojizos.

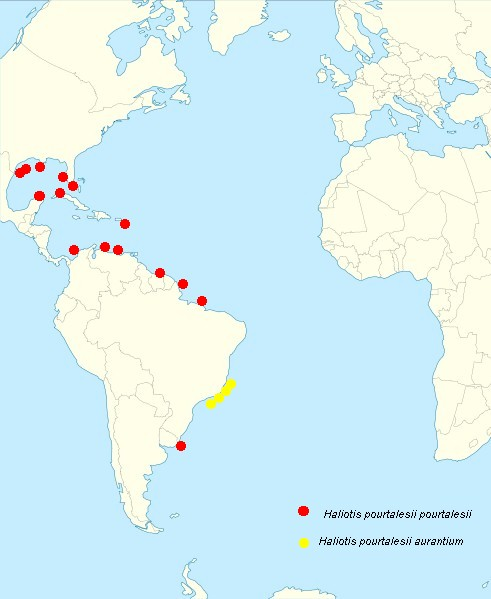
Distribución Haliotis pourtalesii en el Océano Atlántico

El cuerpo de Haliotis pourtalesii como el de todos los moluscos está dividido en tres gran porciones las cuales son: pie, la masa visceral y el manto. El pie es musculoso y voluminoso, es plano y ovalado y cubre la mayor parte de la abertura la concha; este pie presenta adulaciones que permite que el animal se fije al sustrato. La masa visceral localizad por detrás del pie y donde se encuentran todos los órganos del animal. El manto es membranoso y se extiende por la cara interna de la masa visceral y cubre los bordes de los orificios respiratorios de la concha. Entre el borde del manto y el pie se localiza el epipodio el cual presenta tentáculos sensoriales de diferentes tamaños. El aparato bucal esta constituidos por una rádula ripidoglosa. Presentan sexos separados.

## Distribución
La distribución conocida para Haliotis pourtalesii señalada en la literatura especializada lo ubica en un rango que abarca desde la costa de Carolina del Norte - Estados Unidos de América a través del Golfo de México, Cuba y Barbados en  el Caribe Sur (Colombia, Venezuela y Surinam) hasta las costas de Brasil.  Habiéndose colectado en un rango batimétrico ubicado entre los 25 a 230 metros de profundidad generalmente sobre sustratos duros.

## Literatura
- Geiger, D. L. 1999: “A total evidence cladistic analysis of the Haliotidae (Gastropoda: Vetigastropoda)”. A dissertation presented to the Faculty of the Graduate School. University of Southern California in partial fulfillment of the requirement for the degree Doctor of Philosophy (Biology). Los Angeles – California.
- Geiger, D. L. & Groves, L.T. 1999: “Review of fossil abalone (Gastropoda: Vetigastropoda: Haliotidae) with comparison to Recent species”. Journal of Paleontology. Sep-Nov 1999.